# トム・ジョンストン
チャールズ・トーマス・"トム"・ジョンストン（1948年8月15日 - ）は、アメリカ合衆国カリフォルニア州バイセイリア出身のロック・ミュージシャン、作曲家。ボーカルのほか、ギター、ハーモニカ、ピアノなどを演奏する。アメリカを代表するバンドのひとつとして1970年代から活動を続けるドゥービー・ブラザーズの創設メンバーである。

## キャリア
12歳でギターを始め、14歳で最初のバンドを結成した。彼の音楽的ルーツはリトル・リチャード、ボ・ディドリー、エルヴィス・プレスリー、ジェームス・ブラウン、および1950年代から1960年代のリズム・アンド・ブルースなどであった。キャリアの初期から様々なバンドでプレーし、ソウルとラテンをミックスしたメキシコのパーティー・バンドなどでも活動した。
カレッジを卒業するとジョンストンはサンノゼに移り住み、そこを拠点に活動するようになる。ここで彼は元ジェファーソン・エアプレインのメンバーで、ドゥービー・ブラザースに多大な影響を与えたモビー・グレープのオリジナル・メンバーでもあるスキップ・スペンスに出会う。スペンスはジョン・ハートマン（Ds）にジョンストンを紹介、ジョンストンとハートマンはベースにグレッグ・マーフィーを迎えてPudを形成した。Pudは、今はなきゴールデン・ホーン・ラウンジをはじめとする、サンノゼおよび周辺の多くのクラブで演奏した。マーフィーはまもなくデイヴ・ショグレンに交替、メンバー募集によりパトリック・シモンズが加入し、Pudはドゥービー・ブラザースと名前を変える。
ジョンストンは、「リッスン・トゥ・ザ・ミュージック」「ロッキン・ダウン・ザ・ハイウェイ」「チャイナ・グローブ」「ロング・トレイン・ランニン」といった、ドゥービー・ブラザーズの初期のヒット曲の多くを書き自ら歌った。バイカー・スタイルの荒々しいロックとアコースティック・ギターによるフォーキーな作風を中心とした初期のグループのスタイルをその中心となって引っ張った。
しかし1973年12月に、イギリスの音楽雑誌NMEが彼のマリファナ所持容疑での逮捕をスッパ抜く
など、何年もの間続けてきたロック的なライフスタイルは彼の健康を害し、1975年、アルバム『スタンピード』のプロモーションツアー直前に入院加療のためツアーを離脱。彼のツアー離脱により、ドゥービーズには元スティーリー・ダンのツアー・メンバーであったマイケル・マクドナルドが加入、より洗練された都会的でソウルフルなナンバーを中心としたグループに生まれ変わる。数年かけて健康状態を回復したにもかかわらず、グループへの影響力を著しく低下させたジョンストンは1977年にグループを脱退、"Everything You've Heard Is True"、"Still Feels Good"の2枚のソロ・アルバムを発表した。
1970年代終盤から1980年代前半にかけては、ドゥービーズ時代の同僚ハートマンをドラムスに迎え、トム・ジョンストン・バンドとしてツアーを行った。
1985年、同じくドゥービーズのメンバーであったマイケル・ホサックを含むバンドボーダー・パトロールでクラブ・ツアーを行った（このグループには一時的にパトリック・シモンズも参加）が、レコーディングには至らなかった。
1987年には映画「ダーティ・ダンシング」のサウンドトラックに、"Where Are You Tonight?"を提供、同年、ベトナム帰還兵のために行われたベネフィット・コンサート・ツアーを行うために再結成されたドゥービーズにも参加。これをきっかけとして、ジョンストン、シモンズらオリジナル・メンバーを中心とした本格的な再結成へとつながっていく。
ドゥービー・ブラザーズ再結成後は、初期と同様バンドの中心人物として活躍、1989年にシングル・ヒットした「ザ・ドクター」をはじめ、多くの楽曲を提供し、全盛期と変わらないボーカル、ギタープレイを披露している。

## ディスコグラフィ

### ドゥービー・ブラザーズ
- ドゥービー・ブラザーズ・ファースト　The Doobie Brothers（1971年）
- トゥールーズ・ストリート　Toulouse Street（1972年）
- キャプテン・アンド・ミー　The Captain And Me（1973年）
- ドゥービー天国　What Were Once Vices Are Now Habits（1974年）
- スタンピード　Stampede（1975年）
- ドゥービー・ストリート　Takin' To The Streets（1976年）
- ベスト・オブ・ドゥービーズ　Best Of Doobies（1976年）
- 運命の掟　Livin' On The Fault Line（1977年）
- ドゥービー・ブラザーズ・フェアウェル・ツアー～ライブ　The Doobie Brothers Farewell Tour（1983年）
- サイクルズ　Cycles（1989年）
- ブラザーフッド　Brotherhood（1991年）
- ロッキン・ダウン・ザ・ハイウェイ～ザ・ワイルドライフ・コンサート　Rockin' Down The Highway:The Wildlife Concert（1996年）
- シブリング・ライヴァルリー　Sibling Rivalry（2000年）
- On Our Way Up（2001年）
- Divided Highway（2003年）
- Live at Wolf Trap（2004年）
- ワールド・ゴーン・クレイジー　World Gone Crazy（2010年）
- サウスバウンド　Southbound（2014年）

### ソロ
- Everything You've Heard Is True（1979年）
- Still Feels Good（1981年）